# Кузнецов, Ефрем Александрович
Ефрем Александрович Кузнецов (1892—1976) — советский геолог, петрограф, доктор геолого-минералогических наук, профессор МГУ, крупный специалист в геологии Урала.

## Биография
В 1911 году заканчивает Новоторжокское реальное училище и поступает на физико-математический факультет МГУ, откуда выпускается в 1917 году. Еще студентом Е. А. Кузнецов начал изучать щелочные породы Урала, всего за жизнь им было опубликовано на тему геологии Урала 130 работ. В 1920-е годы монография молодого учёного по Борзовскому месторождению корундов была высоко оценена академиком Дмитрием Сергеевичем Белянкиным, как одна из лучших петрографических работ в то время. В 20-30-е годы преподаёт в МГУ (c 1923-го года), в Московской горной академии (с 1921 года) и в Московском геологоразведочном институте(с 1934-1937).
В 1934 году Ефрему Александровичу присваивается звание «профессор», в 1939-ом году защищает докторскую диссертацию «Геология зеленокаменной полосы Восточного склона Урала». В том же году возглавляет кафедру минералогии и петрографии (1939-1942) геологического факультета МГУ. С 1943 по 1964 годы заведует кафедрой петрографии геолого-почвенного факультета, а с 1949-го снова геологического факультета МГУ.
В годы Великой Отечественной войны в Семипалатинске, Кузнецов работал над вопросами механизма магматических горных пород, консультировал геологические работы «Золоторазведки» в Казахстане и проводил поисковые работы на кварц.
В 1950-м году возглавляет комиссию по организации Музея землеведения в МГУ. С 1964 года до самой смерти в 1976-ом году — профессор кафедры петрографии МГУ.
Похоронен в поселке Абрамцево Московской области.

## Награды[4]
- Орден Ленина (1951).
- «Знак Почёта» (1961).
- Премия им. М. В. Ломоносова (1964), за работу «Метод сравнительной дисперсии двупреломления. Новый метод анализа химического состава кристаллических веществ и определения абсолютного возраста горных пород».
- Заслуженный деятель науки РСФСР(1967).

## Преподавание[4]

### Читал курсы
- «Петрография магматических и метаморфических пород».
- «Оптические методы изучения пород».

### Автор учебных пособий
- «История минералогии и петрографии в Московском университете» (1940).
- «Петрография магматических и метаморфических пород» (1956),
- «Краткий курс петрографии (магматических и метаморфических) пород» (1970);

## Основные труды[4]
- «Петрографические провинции СССР» (1936).
- «Развитие взглядов на тектонику Урала от А. П. Карпинского до наших дней» (1937).
- «Геологическое строение северо-западной части хребта Пай-Хой» (1938).
- «Тектоника Среднего Урала» (1941).
- «Дифференциация Тагильского габбрового массива и связь его с эффузивными процессами на Среднем Урале» (1944).
- «Краткий курс метода Фёдорова в петрографии» (1949).
- «Габбровый массив к югу от р. Баранчи на Урале» (1950).
- «Руководство к определению абсолютного возраста минералов оптическим путём» (1971).